# Фридрих фон Изенберг
Фридрих фон Изенберг (на немски: Friedrich von Isenberg, Friedrich de Novus Ponte * пр. 1193; † 14 ноември 1226, Кьолн) от фамилията Изенберг, е граф на Алтена и Изенберг (1180 – 1209), убиец на чичо си 2 град архиепископ Енгелберт I от Кьолн на 7 ноември 1225 г. Заради това убийство той е заловен и екзекутиран.

## Биография
Той е син на граф Арнолд фон Алтена († сл. 1205) и Мехтхилд († ок. 1223), дъщеря на граф Флоренц III от Холандия († 1190) и Аделхайд от Хантингдон († сл. 1204), дъщеря на Хенри от Шотландия, синът на крал Дейвид I.
Неговата резиденция е замък Изенберг при Хатинген. Той е определен първо за духовническа кариера. След смъртта на баща му Фридрих напуска през 1209 г., става рицар и съ-регент с брат си Еберхард II (* 1180, † 1209), който умира малко след това. Той става единствен граф на Изенберг. Граф Фридрих има конфликти на интерси с роднината си граф Енгелберт фон Берг, архиепископът на Кьолн.
На 7 ноември 1225 г. Енгелберт, по време на връщанаето му за Кьолн, е нападнат и убит от почти 50 пробождания при Гевелсберг. Нападението е ръководено от племенника му 2. град, граф Фридрих фон Изенберг с още над 20 души. Братята на Фридрих епископът на Оснабрюк Енгелберт I и епископът на Мюнстер Дитрих III участват също в убийството. Заради това убийство той е заловен и екзекутиран.
На 14 ноември 1226 г. Фридрих фон Изенберг е заловен в Лиеж и осъден в Кьолн, замъците му са изравнени. Неговият син граф Дитрих фон Изенберг и роднините му успяват да получат една част от бащината им собственост. Дитрих основава графската къща Лимбург също Графство Лимбург при Хоенлимбург.

## Фамилия
Фридрих е женен от ок. 1214 г. за София фон Лимбург († 1226), дъщеря на херцог Валрам IV фон Лимбург и Кунигунда Лотарингска, дъщеря на херцог Фридрих I от Лотарингия и Людмила от Полша. Те имат децата:
- Дитрих фон Алтена, (ок. 1215 – 1301), женен за Аделхайд фон Сайн († 1297)
- Фридрих фон Алтена (ок. 1220 – сл. 1243)
- Елизабет фон Алтена (ок. 1220 – сл. 1275), омъжена ок. 1234 за граф Дитрих I (II) фон Моерс († сл. 1259/1260)
- София фон Алтена (ок. 1222 – сл. 1292), омъжена 1237 за Хайнрих III фон Фолмещайн (ок. 1180 – ок.1250)
- Агнес фон Алтена (ок. 1228 – сл. 1282), омъжена 1243 за Буркхард фон Бройх
- дъщеря, вер. втората съпруга на граф Йохан I фон Спонхайм-Щаркенбург